# Église de Santiago Apóstol de Detif
L'église de Santiago Apóstol est une église catholique située à Detif, dans l'archipel de Chiloé au Chili.

## Dédicace
L'église est dédiée à l'apôtre Jacques. En espagnol, elle s'intitule iglesia Santiago Apóstol.

## Caractéristiques
L'église est construite à Detif,.
L'édifice est une construction en bois.

## Historique
L'église est classée comme monument national en 1999. Elle est répertoriée sur la liste des édifices en danger du Fonds mondial pour les monuments en 1996.
En 2000, avec 15 autres églises de l'archipel, l'église est inscrite au Patrimoine mondial par l'UNESCO.